# Dionysiuskerk (Slappeterp)
De Dionysiuskerk is een kerkgebouw in Slappeterp in de Nederlandse provincie Friesland.

## Beschrijving

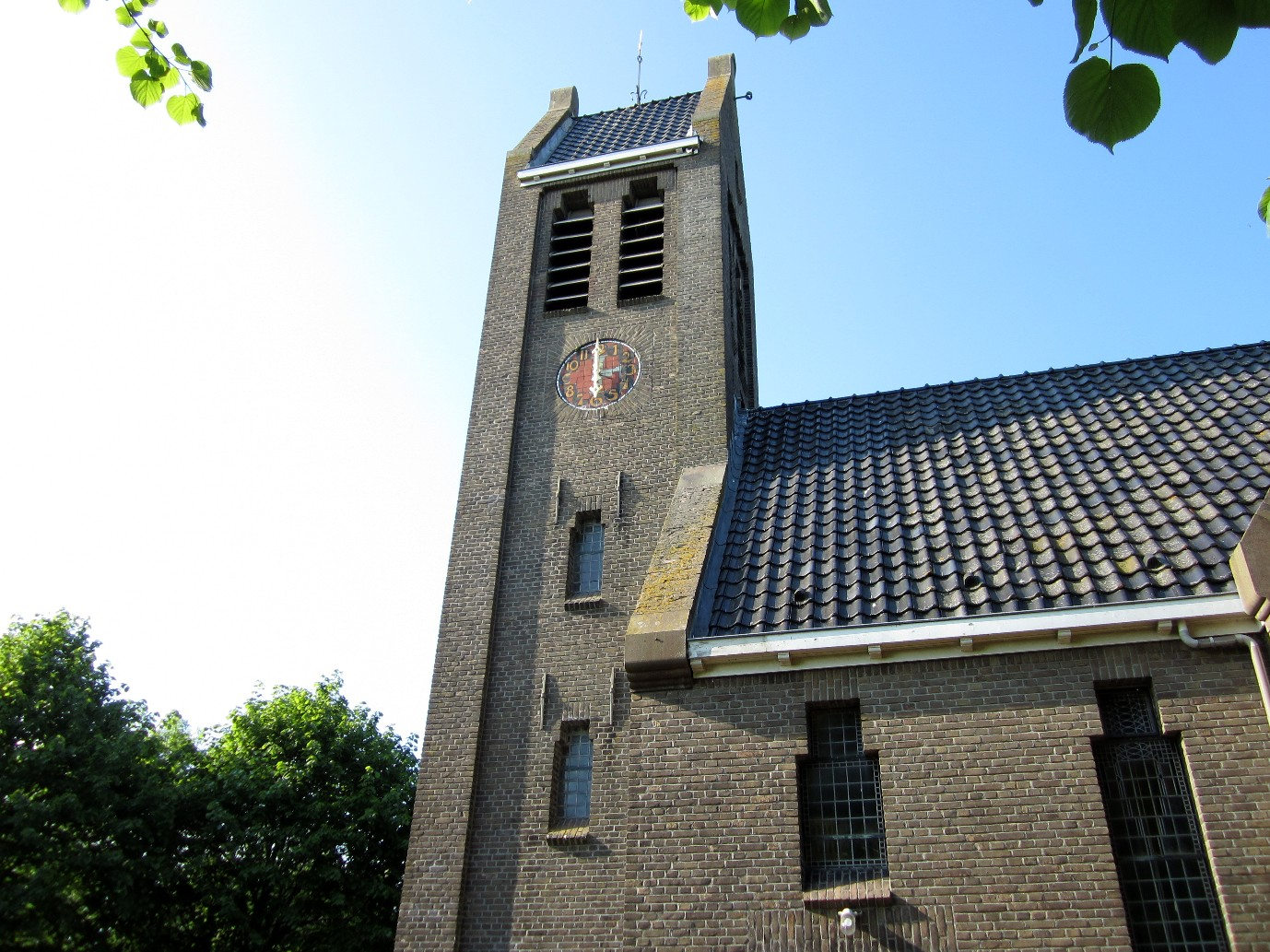
Toren (2011)

De recht gesloten zaalkerk in expressionistische vormen werd in 1926 gebouwd naar plannen van Hendrik Hendriks Kramer. Het kerkgebouw is een rijksmonument. De hervormde kerk verving een oudere kerk. De kerk van Slappeterp was oorspronkelijk gewijd aan de heilige Dionysius. Het schip en pseudotransept zijn voorzien van smalle getrapte vensters. De ongelede zadeldaktoren heeft een torenuurwerk met keramische wijzerplaten. De gewelfribben op consoles zijn versierd met afbeeldingen van de vier evangelisten. Deze zijn mogelijk vervaardigd door W.C. Brouwer. Het orgel uit 1927 is gemaakt door Bakker & Timmenga. De kerk is eigendom van de Protestantse Gemeente  Ried-Skingen.

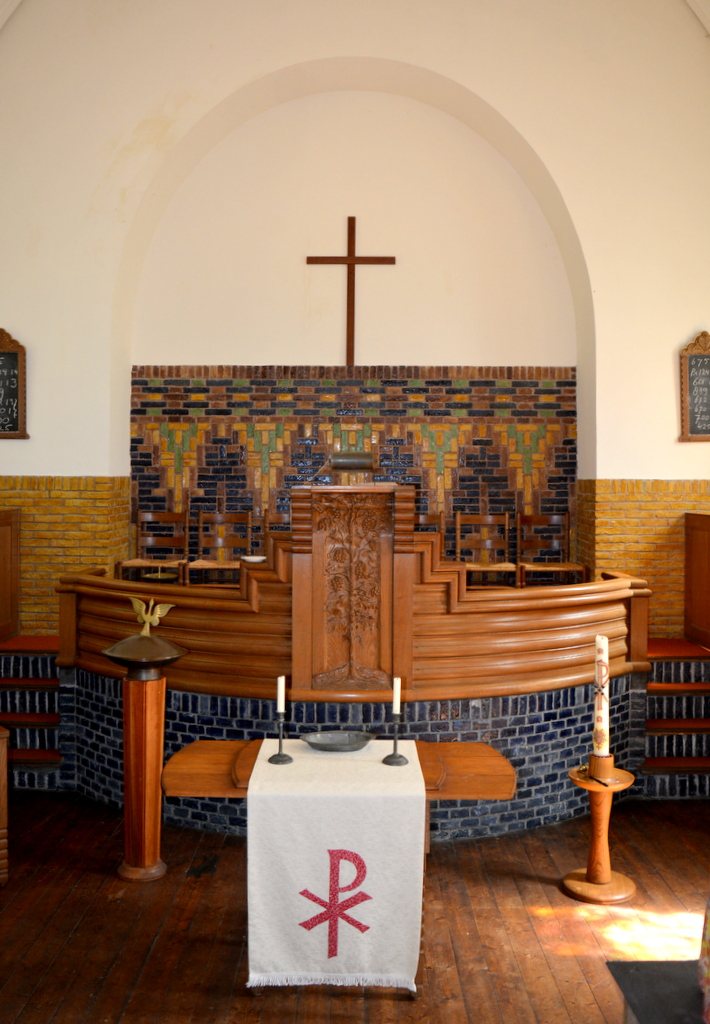
Interieur met preekstoel
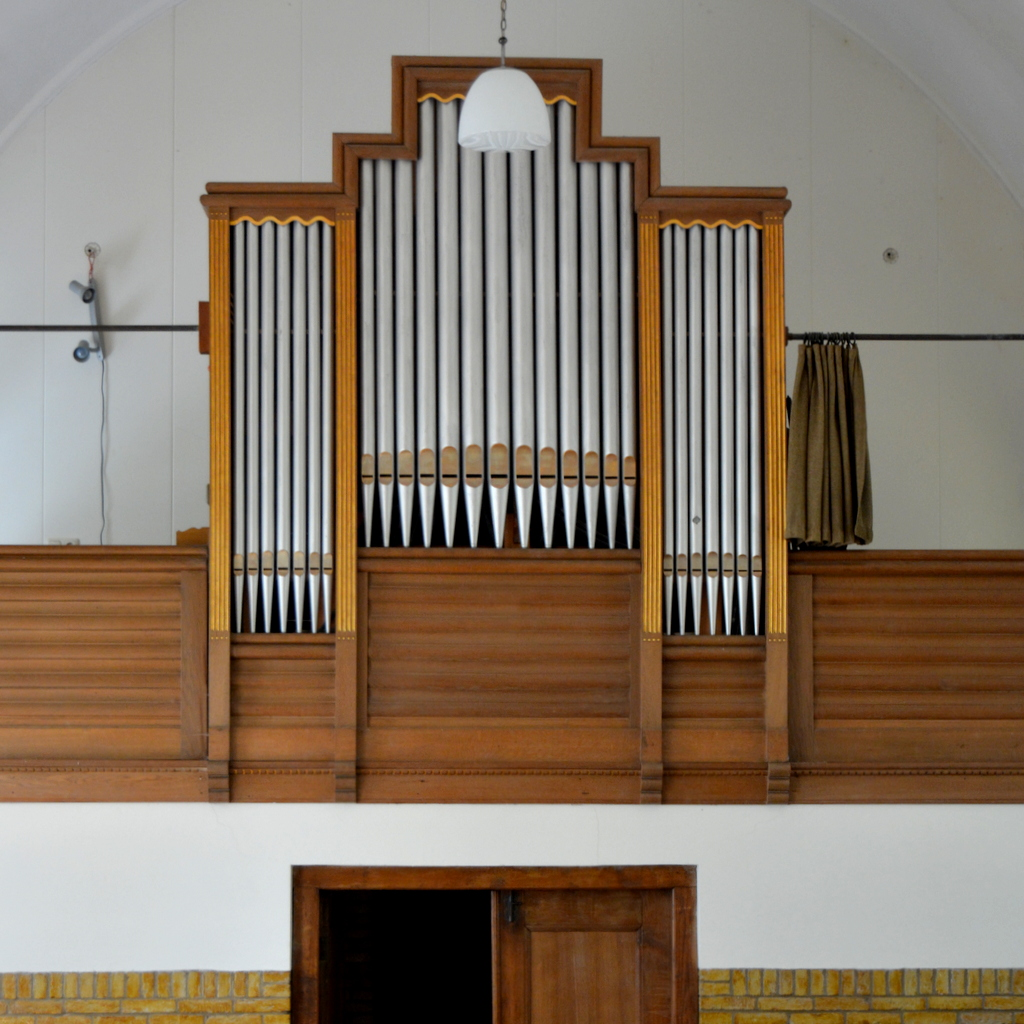
Orgel (2018)
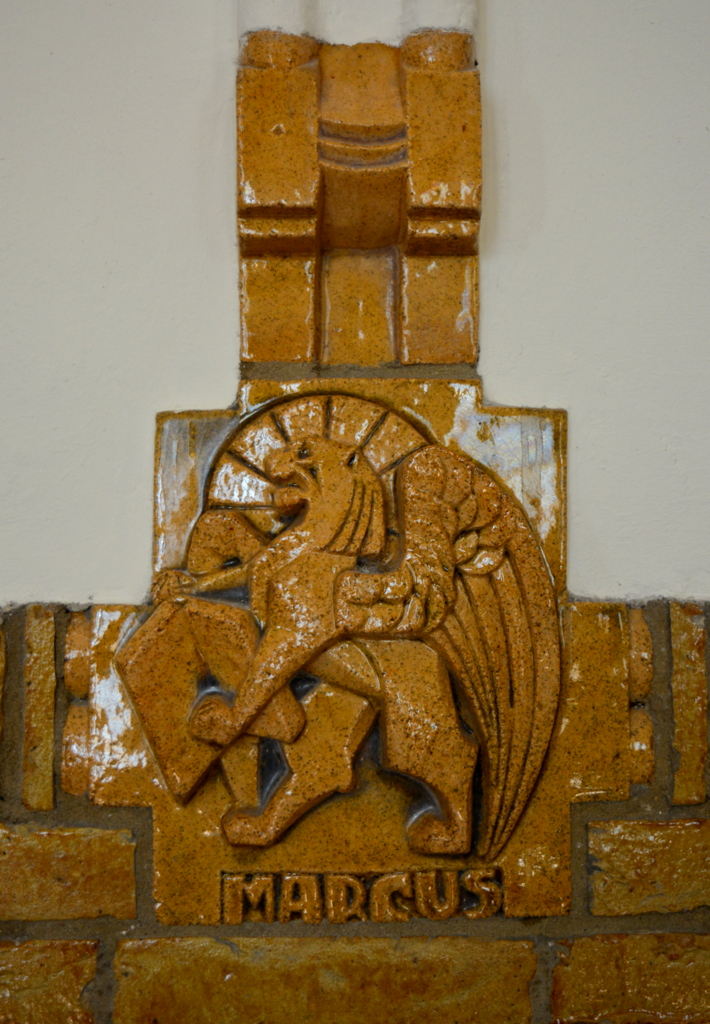
Ornament evangelist Marcus
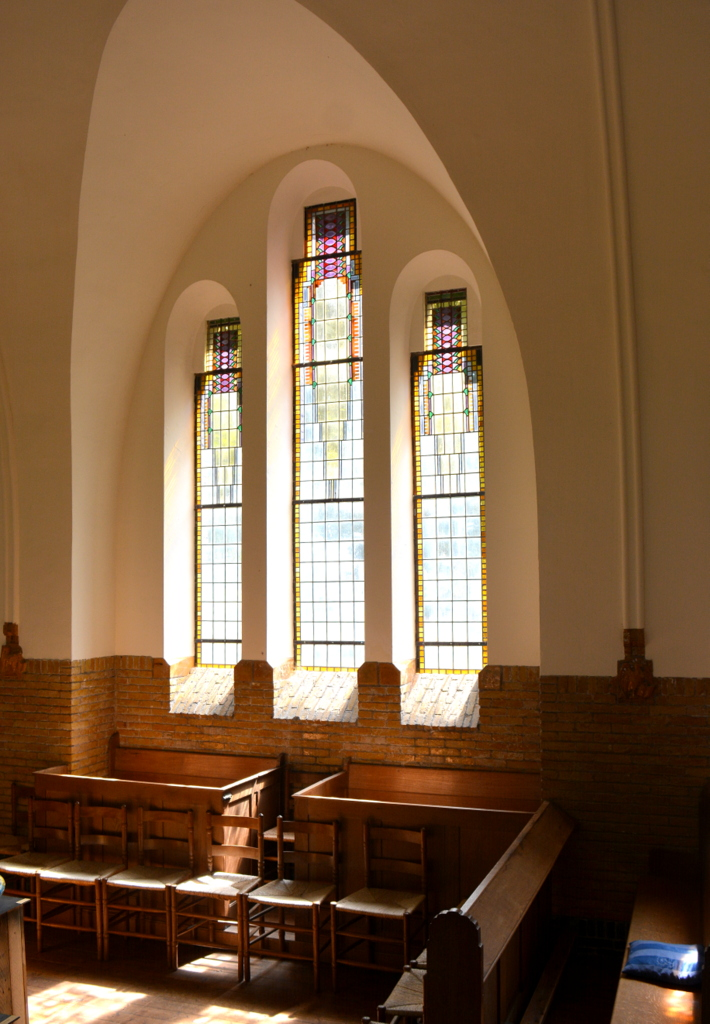
Glas in loodraam

- Toren (2011)